# Microrégion de Cruzeiro do Sul

Localisation de la microrégion de Cruzeiro do Sul.

La microrégion de Cruzeiro do Sul est une des microrégions de l'État de l'Acre appartenant à la mésorégion de la vallée du Juruá, au Brésil. Elle couvre une aire de 29 781 km2 pour une population de 123 163 habitants et est divisée en cinq municipalités. Elle a une densité de 4,1 hab./km2.
Elle est limitrophe du Pérou.

## Microrégions limitrophes
- Tarauacá
- Juruá (Amazonas)

## Municipalités
- Cruzeiro do Sul
- Mâncio Lima
- Marechal Thaumaturgo
- Porto Walter
- Rodrigues Alves